# Navidad
La Navidad (del latín nativitas, «nacimiento») es una fiesta anual que conmemora el nacimiento de Jesucristo y que se celebra principalmente el 25 de diciembre como fiesta religiosa y cultural entre miles de millones de personas de todo el mundo. Fiesta central del año litúrgico en el cristianismo, sigue al tiempo de Adviento (que comienza cuatro domingos antes) o al Ayuno de la Natividad, e inicia el tiempo de Navidad, que históricamente en Occidente dura doce días y culmina en la Noche de Reyes. El día de Navidad es festivo en muchos países, es celebrado religiosamente por la mayoría de los cristianos, así como culturalmente por muchos no cristianos, y forma parte integrante de la temporada festiva que lo rodea. 
La narración tradicional de la Navidad que se cuenta en el Nuevo Testamento, conocida como la Natividad de Jesús, dice que Jesús nació en Belén, de acuerdo con las profecías mesiánicas. Cuando José y María llegaron a la ciudad, la posada no tenía sitio, por lo que se les ofreció un establo donde pronto nació el Niño Jesús, y los ángeles proclamaron esta noticia a los pastores, que luego la difundieron. 
Existen diferentes hipótesis sobre la fecha del nacimiento de Jesús y, a principios del siglo IV, la Iglesia fijó la fecha en el 25 de diciembre. Es exactamente nueve meses después de la Anunciación, el 25 de marzo, fecha también del equinoccio de primavera. La mayoría de los cristianos celebran el 25 de diciembre según el calendario gregoriano, que ha sido adoptado casi universalmente en los calendarios civiles utilizados en países de todo el mundo. Sin embargo, parte de las Iglesias cristianas orientales celebran la Navidad el 25 de diciembre del antiguo calendario juliano, que corresponde al 7 de enero en el calendario gregoriano. Para los cristianos, creer que Dios vino al mundo en forma de hombre para expiar los pecados de la humanidad, más que conocer la fecha exacta del nacimiento de Jesús, se considera la finalidad primordial de la celebración de la Navidad. 
Las costumbres asociadas a la Navidad tienen una mezcla de temas y orígenes precristianos, cristianos y laicos. Las tradiciones navideñas más populares incluyen hacer regalos, completar un calendario de Adviento o una corona de Adviento, escuchar música navideña y cantar villancicos, ver películas navideñas, asistir a una representación del Nacimiento, intercambiar tarjetas de Navidad, asistir a servicios religiosos, celebrar una comida especial, y exhibir adornos navideños, como árboles de Navidad, luces de Navidad, belenes y acebo. Además, varias figuras relacionadas y a menudo intercambiables, conocidas como Papá Noel, Father Christmas, San Nicolás y Christkind, se asocian con la entrega de regalos a los niños durante la Navidad y tienen sus propias tradiciones. Dado que la entrega de regalos y muchos otros aspectos de las fiestas navideñas implican una mayor actividad económica, estas fiestas se han convertido en un periodo clave de ventas para minoristas y empresas, con un efecto económico cada vez mayor en muchas regiones del mundo. 

## Etimología
El término «Navidad» proviene del latín tardío nativĭtas, que significa 'nacimiento'. Los angloparlantes utilizan el término Christmas, que es una forma abreviada de «Christ's Mass» (misa de Cristo). El término deriva del inglés medio Cristenmasse, que significa ‘misa cristiana’. Xmas es una abreviatura de Christmas que se encuentra sobre todo en la prensa, basada en la letra inicial ji (Χ) del griego Χριστός, aunque algunas guías de estilo desaconsejan su uso.
Los anglosajones se referían a la fiesta como «midwinter», o, más raramente, como Nātiuiteð (del latín nātīvitās). En inglés antiguo, Gēola («Yule») se refería al periodo correspondiente a diciembre y enero, que acabó equiparándose a la Navidad cristiana. Noel (también Nowel o Nowell) procede del francés antiguo noël o naël, a su vez procedente en última instancia del latín nātālis (diēs) que significa 'nacimiento (día)'. Koleda es el nombre tradicional eslavo de la Navidad y del periodo que va de la Navidad a la Epifanía o, más en general, de los rituales eslavos relacionados con la Navidad, algunos de los cuales datan de la época precristiana.

## Orígenes de la Navidad
Aunque la fecha exacta del nacimiento de Jesús de Nazaret no se encuentra registrada ni en el Antiguo Testamento ni el Nuevo Testamento (Biblia), el 25 de diciembre ha sido significativo en los pueblos de la antigüedad que celebraban durante el solsticio de invierno en el hemisferio norte (desde el 21 de diciembre). La adopción de esa fecha se realizó siglos después, empezando por el testimonio de Sexto Julio Africano en el año 221 acerca de la fecha de nacimiento en Judea y el calendario litúrgico filocaliano de 354 después de Cristo.

### Cálculo de la fecha de Navidad según los Evangelios

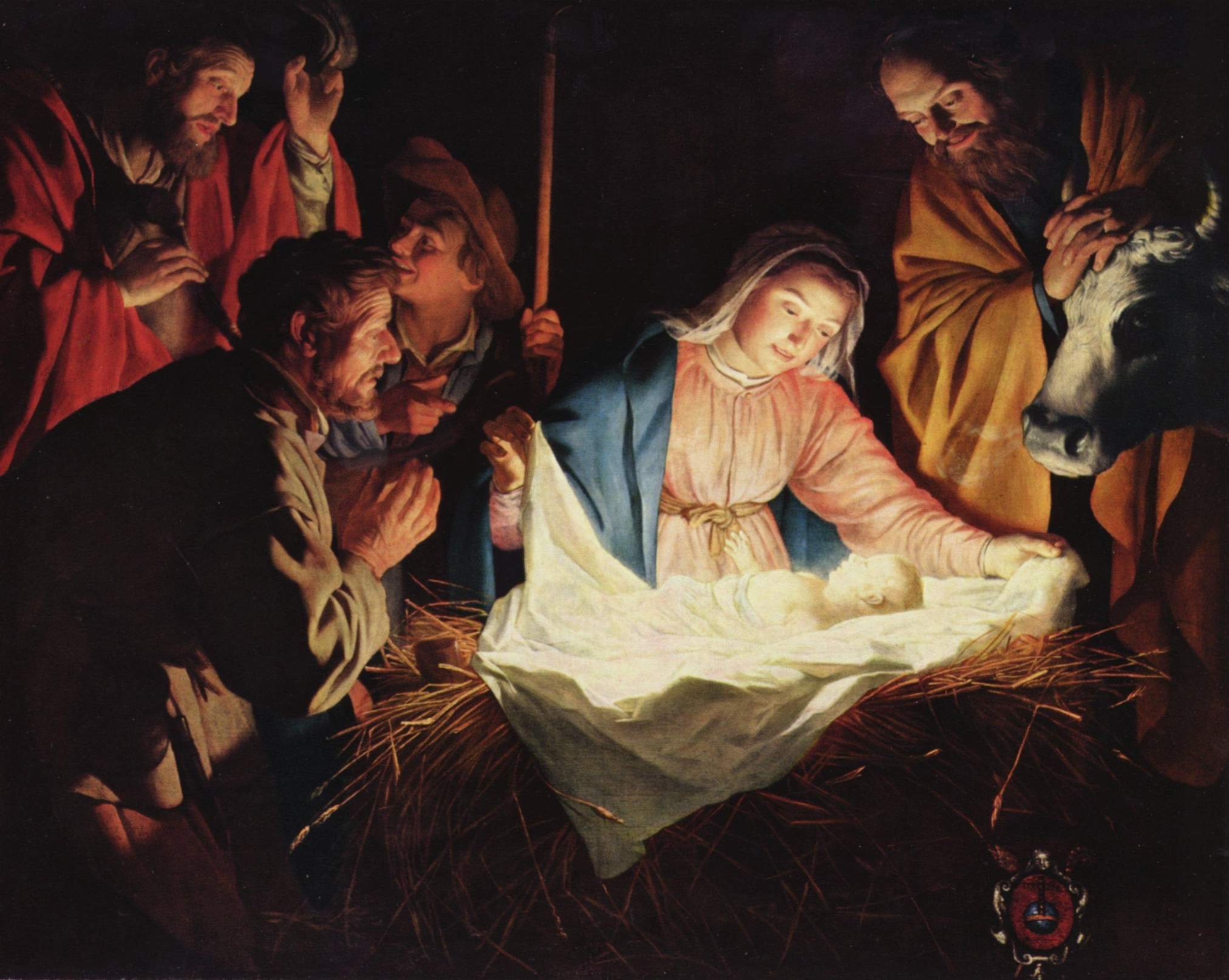
Adoración de los pastores, obra de Gerard van Honthorst que escenifica la Navidad. Fue presentada el 25 de diciembre de 1622.

Algunos expertos han intentado calcular la fecha del nacimiento de Jesús tomando la Biblia como fuente. En Lucas se afirma que en el momento de la concepción de Juan el Bautista, Zacarías su padre, sacerdote del grupo de Abdías, oficiaba en el Templo de Jerusalén y, según Lucas, Jesús nació aproximadamente seis meses después de Juan. Crónicas indica que había 24 grupos de sacerdotes que servían por turnos en el templo y al grupo de Abdías le correspondía el octavo turno. Contando los turnos desde el comienzo del año, al grupo de Abdías le correspondió servir a comienzos de junio (del 8 al 14 del tercer mes del calendario lunar hebreo). Siguiendo esta hipótesis, si los embarazos de Isabel y María fueron normales, Juan nació en marzo y Jesús en septiembre. Esta fecha sería compatible con la indicación de la Biblia, según la cual la noche del nacimiento de Jesús los pastores cuidaban los rebaños al aire libre, lo cual difícilmente podría haber ocurrido en diciembre. Cualquier cálculo sobre el nacimiento de Jesús debe estar ajustado a esta fuente primaria, por lo que la fecha correcta debe estar entre septiembre y octubre, principios de otoño. Además, debe tomarse en cuenta el censo ordenado por César al tiempo del nacimiento del Hijo de Dios, lo cual obviamente no pudo haber sido en diciembre, época de intenso frío en Jerusalén, la razón es que el pueblo judío era proclive a la rebelión y hubiera sido imprudente ordenar un censo en esa época del año.
Como los turnos eran semanales, tal y como lo confirman los manuscritos del Mar Muerto, descubiertos en Qumrán, cada grupo servía dos veces al año y nuevamente le correspondía al grupo de Abdías el turno a finales de septiembre (del 24 al 30 del octavo mes judío). Si se toma esta segunda fecha como punto de partida, Juan habría nacido a finales de junio y Jesús a finales de diciembre. Así, algunos de los primeros escritores cristianos (Juan Crisóstomo, 347-407) enseñaron que Zacarías recibió el mensaje acerca del nacimiento de Juan en el día del Perdón, el cual llegaba en septiembre u octubre.
Por otra parte, según los historiadores, cuando el Templo fue destruido en el año 70, el grupo sacerdotal de Joyarib estaba sirviendo. Si el servicio sacerdotal no fue interrumpido desde el tiempo de Zacarías hasta la destrucción del templo, este cálculo tiene al turno de Abdías en la primera semana de octubre, por lo que algunos creen que el 6 de enero puede ser el día correcto.
En un tratado anónimo sobre solsticios y equinoccios se afirmó que «Nuestro Señor fue concebido el 8 de las calendas de abril en el mes de marzo (25 de marzo), que es el día de la Pasión del Señor y de su concepción, pues fue concebido el mismo día en que murió». Si fue concebido el 25 de marzo, la celebración de su nacimiento se fijaría nueve meses después, es decir, el 25 de diciembre.

### Establecimiento del 25 de diciembre como día de la Navidad
Debido a que los Evangelios no especifican la fecha exacta del nacimiento de Jesucristo, sino solamente el lugar, el establecimiento del 25 de diciembre como la fecha de Navidad y el desarrollo de tradiciones relacionadas con ella han sido objeto de debate entre varios académicos. Por un lado, algunos argumentan que la Navidad se derivó o fue influenciada por festividades romanas y paganas anteriores; mientras que, por otro lado, hay quienes sostienen lo contrario, afirmando que la Navidad cristiana dio origen a esas celebraciones.
Según la primera tesis, la celebración de esta fiesta el 25 de diciembre se debe a celebraciones mediterráneas relacionadas con el solsticio de invierno, principalmente el Sol invictus y la Saturnalia, que habrían sido adaptados por los cristianos en el siglo III y facilitar la conversión de los pueblos paganos. El papa Julio I pidió en el 350 que el nacimiento de Cristo fuera celebrado en esa misma fecha y finalmente el papa Liberio decreta este día como el nacimiento de Jesús de Nazaret en 354. La primera mención de un banquete de Navidad en tal fecha en Constantinopla, data de 379, bajo Gregorio Nacianceno. La fiesta fue introducida en Antioquía hacia 380, por san Juan Crisóstomo. En Jerusalén, Egeria, en el siglo IV, atestiguó el banquete de la presentación, cuarenta días después del 6 de enero, el 15 de febrero, que debe haber sido la fecha de celebración del nacimiento. El banquete de diciembre alcanzó Egipto en el siglo V. En el mismo sentido, por la coincidencia con otras festividades solares, la celebración escandinava de Yule, habría dado origen al árbol de Navidad.
Por el otro lado, tendencias historiográficas recientes indican que los cristianos ya celebraban el nacimiento de Cristo antes de la institución de las Saturnalias o del natalis Solis invictus, aunque en otras fechas de año, especialmente el 25 de marzo. Antes bien las festividades paganas habrían sido instauradas, en fechas cercanas, como reacción a la expansión del cristianismo, a mediados del siglo IV; o, por lo menos, promovidas en esa época, por ese motivo, aunque en otras fechas (en noviembre o agosto). Por lo mismo, la idea del origen pagano de la Navidad, se habría originado en los siglos XVI o XVII, en círculos protestantes, como denuncia a la deformaciones católicas del cristianismo y retomada en el siglo XIX. Por ello, los cristianos habrían determinado el 25 de diciembre, a partir del simbolismo del solsticio invernal por asociación del sol con Cristo, para instaurar la fecha de su nacimiento y, en consecuencia, su concepción habría ocurrido con el equinoccio de primavera (25 de marzo), cerca de la Pascua. De hecho, habría sido Sexto Julio Africano quien sugirió la fecha del 25 de diciembre como día de Navidad, desde el año 221.

## Historia

### Formación de la Navidad como fiesta de diciembre
Según la Enciclopedia Católica, la Navidad no está incluida en la lista de festividades cristianas de Ireneo ni en la lista de Tertuliano acerca del mismo tema, las cuales son las listas más antiguas que se conocen. La evidencia más temprana de la preocupación por la fecha de la Navidad se encuentra en Alejandría, cerca del año 200 de nuestra era, cuando Clemente de Alejandría indica que ciertos teólogos egipcios «muy curiosos» asignan no solo el año sino también el día real del nacimiento de Cristo como 25 pashons copto (20 de mayo) en el vigésimo octavo año de Augusto. Desde 221, en la obra Chronographiai, Sexto Julio Africano popularizó el 25 de diciembre como la fecha del nacimiento de Jesús. Para la época del Concilio de Nicea I en 325, la Iglesia alejandrina ya había fijado el Díes nativitatis et epifaníae.
El profesor Shemarjahu Talmon, de la Universidad Hebrea de Jerusalén, investigó el pasaje del Evangelio de San Lucas (1, 5-13) en el que se cuenta que en la época en la que Herodes era rey de Judea, había un sacerdote llamado Zacarías, de la clase de Abías, marido de Isabel.
Lucas dice que "mientras Zacarías oficiaba ante el Señor, en el turno de su clase, según la usanza del servicio sacerdotal, le tocó a suertes entrar en el templo para hacer la ofrenda del incienso" y en ese momento se le apareció un ángel que le predijo el nacimiento de un hijo, que habría de llamar Juan, que sería el Bautista.
Los sacerdotes del antiguo Israel se dividían en 24 clases, que se organizaban en un orden que no variaba y que debían prestar servicio litúrgico en el templo durante una semana, de sábado a sábado, dos veces al año. La clase de Zacarías, la de Abías, era la octava en el orden oficial.
Talmon reconstruyó los turnos con la ayuda del calendario de la comunidad esenia de Qumrán. El segundo de los turnos era en septiembre. Las antiguas Iglesias de Oriente celebran la concepción de Juan el Bautista entre el 23 y el 25 de septiembre.
San Lucas el Evangelista dice que la Anunciación del arcángel San Gabriel a la Virgen María sucedió seis meses después de la concepción de Juan el Bautista (Lc, 1, 26). Las liturgias orientales y occidentales concuerdan en la identificación de esta fecha con el 31 del mes de adar, que corresponde a nuestro 25 de marzo, fecha en la que la Iglesia celebra la Anunciación y la concepción de Jesús. La fecha del nacimiento, por tanto, debería ser situada 9 meses después, es decir el 25 de diciembre.
Algunos han objetado que no pudo nacer en diciembre, ya que el Evangelio de San Lucas se habla de unos pastores que pasaban la noche al raso, lo que indicaría que no es una época invernal. Sin embargo, la respuesta estaría en las normas de pureza del judaísmo. Los rebaños de ovejas se diferenciaban en tres tipos: los compuestos solo de ovejas de lana blanca, consideradas puras y que después de pastar volvían a entrar en el redil en el centro de las poblaciones; las compuestas por ovejas de lana en parte blanca y en parte negra, que por la tarde entraban en rediles dispuestos a las afueras de las poblaciones; y las ovejas de lana negra, consideradas impuras, que no podían entrar ni en las ciudades ni en los rediles, debiendo permanecer a la intemperie con sus pastores en cualquier periodo del año. El Evangelio también dice que los pastores hacían turnos de guardia, lo que indicaría una noche larga y fría, lo que encaja con un contexto invernal.
El papa de Roma solía celebrar cuatro misas en Navidad. La primera tenía lugar en los últimos momentos de la tarde del día anterior, en el altar mayor de la basílica de Santa María la Mayor. A la medianoche celebraba una nueva misa en la misma basílica, pero en la capilla "del pesebre". El sumo pontífice celebraba, además, la misa para la comunidad griega de Roma en la Basílica de Santa Anastasia, a la que ellos celebraban ese día. La cuarta misa era, finalmente, la conocida como misa del día, que el papa celebraba nuevamente en Santa María la Mayor.

### Prohibición de la celebración de la Navidad
Durante la Reforma protestante, la celebración del nacimiento de Cristo fue prohibida por algunas Iglesias protestantes, llamándola «Trampas de los papistas» y hasta «Garras de la bestia», debido a su relación con el catolicismo y el paganismo antiguo. Después de la victoria parlamentaria contra el rey Carlos I durante la Guerra civil inglesa en 1647, los gobernantes puritanos ingleses prohibieron la celebración de la Navidad. El pueblo se rebeló realizando varios motines hasta tomar ciudades importantes como Canterbury, donde decoraban las puertas con eslóganes que hablaban de la santidad de la fiesta. La Restauración de 1660 puso fin a la prohibición, pero muchos de los miembros del clero reformista, no conformes, rechazaban las celebraciones navideñas, utilizando argumentos puritanos.
En la época colonial de los Estados Unidos, los puritanos de Nueva Inglaterra rechazaron la Navidad, y su celebración fue declarada ilegal en Boston de 1659 a 1681. Al mismo tiempo, los cristianos residentes de Virginia y Nueva York siguieron las celebraciones libremente. La Navidad cayó en desgracia en los Estados Unidos después de la Revolución, porque se consideraba una costumbre inglesa.
Después de la revolución francesa, se desarrolló su propio calendario republicano francés. Aunque los cambios en su implementación, 10 días cada semana, no tuvo mucho éxito.

#### Relación con elsigloXXI
En la actualidad, algunas Iglesias bautistas independientes, algunas congregaciones paraprotestantes de denominación no tradicional, como los Testigos de Jehová que tienen en Charles Taze Russell su fundador, no celebran la Navidad, porque la consideran una «festividad pagana no prescrita en la Biblia». Además, rechazan que el 25 de diciembre sea la verdadera fecha del nacimiento de Cristo. Cabe mencionar que, en sus inicios, los Testigos de Jehová celebraban la Navidad, no en carácter de celebración religiosa, sino como forma de sociabilización entre sus miembros. El cambio de actitud hacia dicha festividad se debió a las enseñanzas distintivas de su líder religioso, el juez Joseph Franklin Rutherford.
Otros, en cambio, no aceptan la tradición llamándolos de anti-navideños, algunos comparándolo con las actitudes de el Grinch. Algunas personas han tomado la festividad «no científica» como se muestra en la Guía atea de la Navidad. Bob Dorough hizo una canción en contra del éxito que transcendió White Christmas.

### Restauración

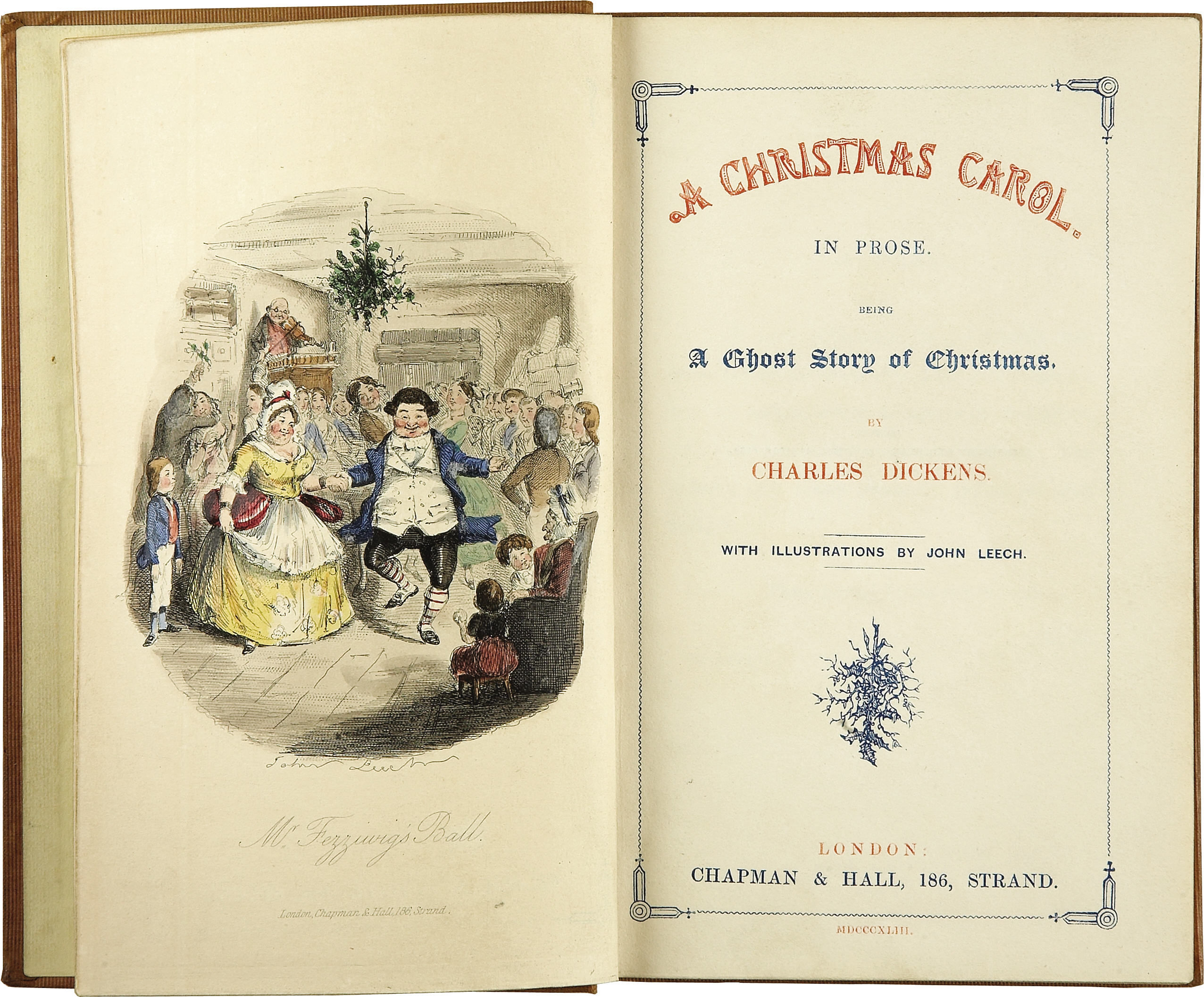
Frontispicio y página con el título A Christmas Carol (Un cuento de Navidad) correspondiente a su primera edición de 1843, con ilustraciones de John Leech. Este libro contribuyó a la rehabilitación de la Navidad en países de habla inglesa.

En la década de 1820, las tensiones sectarias en Inglaterra se habían aliviado y algunos escritores británicos comenzaron a preocuparse, pues la Navidad estaba en vías de desaparición. Dado que imaginaban la Navidad como un tiempo de celebración sincero, hicieron esfuerzos para revivir la fiesta. El libro de Charles Dickens Cuento de Navidad, publicado en 1843, desempeñó un importante papel en la reinvención de la fiesta de Navidad, haciendo hincapié en la familia, la buena voluntad, la compasión y la celebración familiar.
La Navidad fue declarada día feriado federal de los Estados Unidos en 1870, en ley firmada por el presidente Ulysses S. Grant, pero aún es una fiesta muy discutida por los distintos líderes puritanos de la nación.

## Celebración litúrgica
En la actualidad, prácticamente todas las Iglesias cristianas históricas (Iglesia católica, Iglesia ortodoxa, Comunión anglicana, diversas Iglesias protestantes, etc.) otorgan a la solemnidad de la Natividad o Navidad una importancia tal que se la antecede de un tiempo de preparación, el Adviento, de la misma forma que la Cuaresma constituye el tiempo de preparación para la Pascua.

### En la Iglesia católica
El rito romano permite que se celebren distintas misas en la solemnidad de la Natividad del Señor, con diferentes lecturas y oraciones según el momento en el que tengan lugar. Así, la liturgia de Navidad empieza ya desde la tarde del día anterior, pudiéndose celebrar entonces la misa de la vigilia, antes o después de las primeras vísperas de la Natividad del Señor. Ya en la noche (Nochebuena) se celebra la misa de medianoche, popularmente llamada misa del gallo; en algunos lugares se oficia una misa de la aurora que acompaña el amanecer del día 25 de diciembre, de forma de vivir la noche de Navidad como una vigilia festiva. Finalmente, también se celebra la misa del día durante el día de Navidad.
Es tradición que el papa pronuncie un discurso de Navidad a todos los fieles del mundo desde el llamado «balcón de las bendiciones» de la basílica de San Pedro, tras el que imparte una bendición solemne conocida como Urbi et orbi (en latín: A la ciudad –de Roma– y al mundo).
Ya desde las primeras vísperas de la Natividad del Señor comienza el llamado «tiempo de Navidad», que abarca la celebración de la Sagrada Familia (primer domingo después del 25 de diciembre), la solemnidad de Santa María, Madre de Dios (1 de enero, es decir, la octava de la Natividad), la solemnidad de la Epifanía del Señor (6 de enero o el segundo domingo después del 25 de diciembre) y la fiesta del Bautismo del Señor (el domingo o lunes, después de la Epifanía), con la que concluye ese período. El período de la Natividad también incluye otras festividades tales como la de san Esteban, protomártir (26 de diciembre), la de san Juan, apóstol y evangelista (27 de diciembre) y la de los Santos Inocentes (28 de diciembre).

### En las iglesias ortodoxas

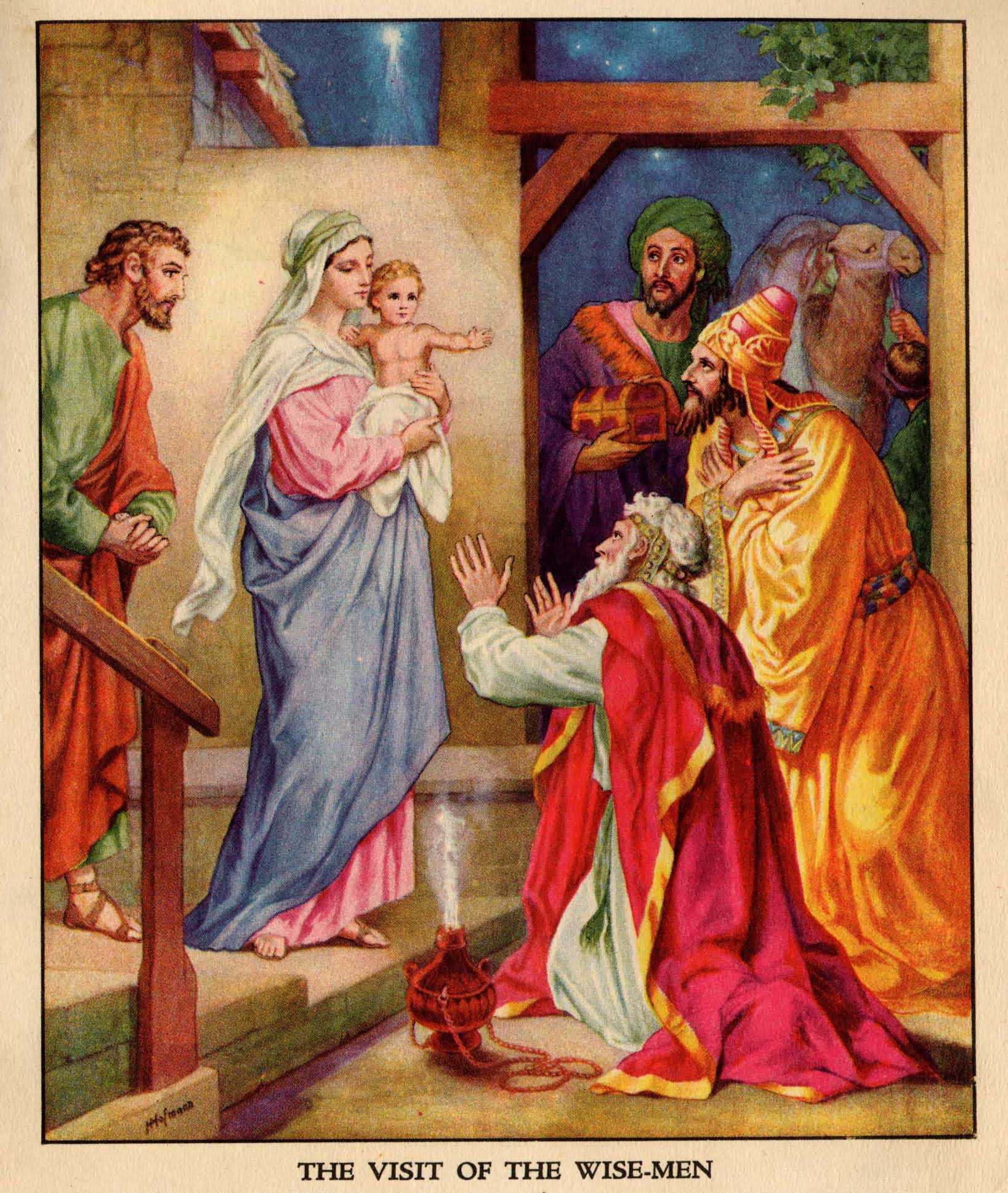
Imagen que representa la adoración de los Magos de Oriente y los pastores. Los cristianos ortodoxos celebran la Navidad y la Epifanía de forma integrada.

Las Iglesias orientales por no aceptar el calendario propuesto por el papa Gregorio XIII, aún usan el calendario juliano y por lo tanto la Navidad la celebran el 25 de diciembre que, según el calendario gregoriano, es el 7 de enero. La Iglesia apostólica armenia, en cambio, la celebra el 6 de enero, junto con la Epifanía (en la mayoría de las iglesias esa fecha se celebra el día de Reyes).
Se exceptúan las Iglesias de Alejandría, Rumania, Bulgaria, Albania, Finlandia, Grecia y Chipre; que sí festejan Navidad el día 25 de diciembre.
Cabe señalar que en Belén, ciudad de nacimiento de Jesucristo según los Evangelios canónicos, la Navidad se celebra dos veces, pues la Basílica de la Natividad es administrada conjuntamente por la Iglesia católica, que celebra la Navidad el 25 de diciembre, y la Iglesia ortodoxa de Jerusalén que la celebra el 6 de enero.
En esa iglesia hay una caverna subterránea con un altar sobre el lugar en el que según la tradición nació Jesús. El punto exacto está marcado por un agujero en medio de una estrella de plata de 14 puntas rodeada por lámparas de plata.

### En el protestantismo
Aunque hasta el siglo XIX algunas Iglesias protestantes dejaron de celebrar Navidad, para desligarse del catolicismo, la mayoría, comenzando por Lutero, continuaron celebrándola el 25 de diciembre. En Estados Unidos compartieron la Navidad católicos y protestantes desde 1607, año en que se celebró por primera vez esa fiesta en Norteamérica.

#### En las iglesias evangélicas

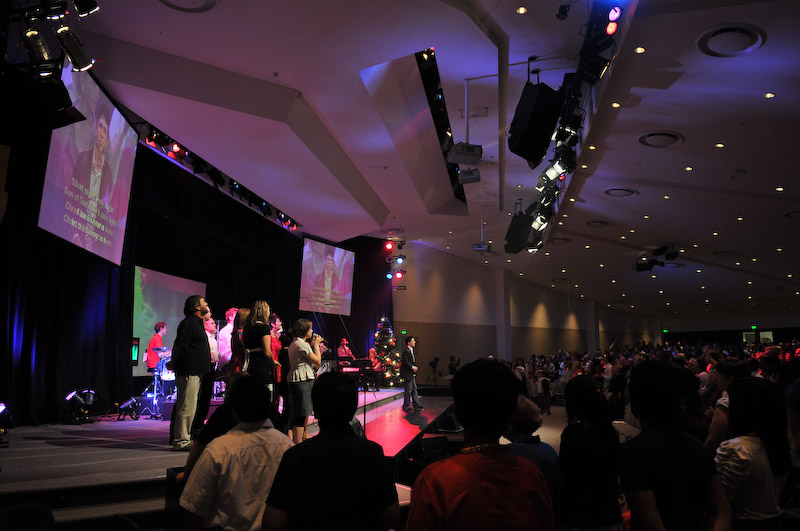
Servicio de Navidad en la Iglesia Bautista Crossway en Melbourne, afiliada a los Ministerios Bautistas Australianos, 2008.

La Navidad es celebrada por la mayoría de las iglesias cristianas evangélicas. Es un recordatorio de la gracia de Dios y del nacimiento del Salvador Jesús. Durante un servicio especial, ya sea el 24 o el 25 de diciembre, el mensaje a menudo estará relacionado con la Navidad y el impacto de este evento en las vidas de aquellos que aceptaron a Jesús, que experimentaron el nuevo nacimiento.

### En otras confesiones
La Iglesia de Jesucristo de los Santos de los Últimos Días, cuyos miembros son conocidos como mormones, también celebran la Navidad el 25 de diciembre, si bien consideran que el nacimiento de Jesucristo tuvo lugar un 6 de abril.
Si bien la Navidad es celebrada por la mayoría de los cristianos, algunos grupos como los Testigos de Jehová rechazan su celebración, alegando que se trata de una fiesta que no está señalada en la Biblia y que Jesús no ordenó celebrar su nacimiento.

## Tradiciones y costumbres populares
Es frecuente en algunas regiones o países la tradición de que algún personaje o personajes, visite a los niños para dejarles regalos bajo el árbol de Navidad. Aparte del origen cristiano de la Navidad, esta fiesta ha ido mezclando su carácter religioso con la tradición de convivencia familiar, debido en gran medida a la popularidad de esta celebración y a la mercadotecnia.
El siglo XIX fue cuando la Navidad empieza a afianzarse con el carácter que tiene hoy día. Se popularizó la costumbre del intercambio de regalos y al personaje de Santa Claus y regalar tarjetas de Navidad. Costumbres que con el tiempo la mercadotecnia (en especial la norteamericana) aprovecharía para expandir la Navidad por el mundo dándole un carácter distinto al religioso, y con temas que poco o nada tienen que ver con la tradicional celebración navideña.
La Navidad es celebrada por los cristianos, pero también por gente no creyente; algunos utilizan la Navidad como festejo de convivencia social y familiar sin estar vinculada a alguna religión, mientras que otros lo reseñan en mensajes presidenciales. En muchos lugares de Europa y América hay una creciente tendencia, impulsada principalmente desde las parroquias locales, para recuperar el sentido religioso de la Navidad y su verdadero significado.

### Tradiciones navideñas

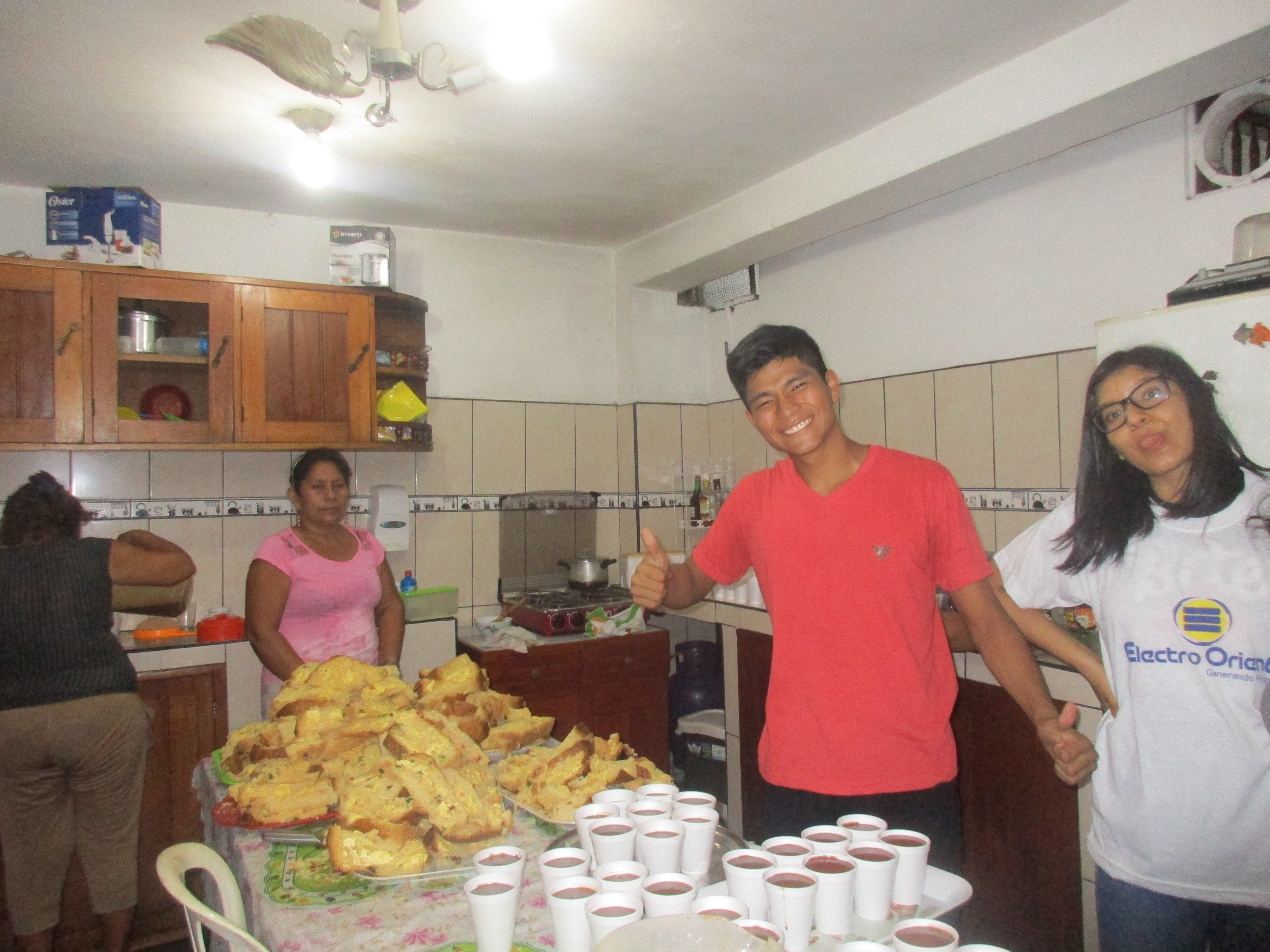
Chocolate caliente junto a trozos de panetones en una cocina listo para ser repartido durante una chocolatada navideña en Iquitos (Perú). Las chocolatadas navideñas es una tradición propia de América Latina.

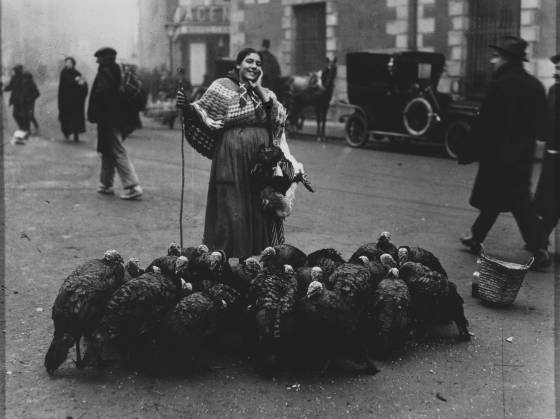
Venta de pavos domésticos en la plaza de Santa Cruz de Madrid (España) para la preparación del pavo de Nochebuena.

La Navidad es la fiesta cristiana más popularizada, pese a que la Iglesia considera que es más importante la Pascua. Uno de ellos se conoce como la Novena de Aguinaldos (16 al 24 de diciembre), costumbre católica en la que las familias o grupos de personas se reúnen a rezar un novenario, consumir platos típicos de Navidad (Según el país), cantar villancicos y hacer entretenimiento temático a las fiestas de Navidad y Año Nuevo. Previo al evento, se realiza la corona de Adviento, hecha a base de ramas de ciprés o pino atada con un listón rojo, es realizada cada domingo previo al día de Navidad. Las familias se reúnen a su alrededor cada domingo, se enciende una vela y se recitan oraciones y villancicos como preparación al Nacimiento de Jesús. Esta tradición es recurrente en la Iglesia católica ya que la corona debe ser bendecida en la iglesia.
Otras involucran un conjunto de tradiciones de carácter diverso, tanto litúrgicas como familiares, locales o nacionales. Empezando por la cena de Nochebuena (24 de diciembre-25 de diciembre), consiste en un gran banquete que abarca desde la víspera del día de Navidad hasta pasada la medianoche. Se celebra en honor al nacimiento de Cristo que tuvo lugar en la medianoche, al comienzo del día 25 de diciembre; de manera parecida al banquete judío del Pésaj. Tradicionalmente se come pavo, cerdo, cordero, bacalao y otros platos, dependiendo del lugar en que se celebre o las tradiciones de la familia. Tradicionalmente en las familias cristianas o reuniones de cristianos se suele realizar un rezo a medianoche en honor al nacimiento de Jesús y en señal de agradecimiento a Dios.
Los belenes, pesebres o nacimientos navideños: consisten en la representación del nacimiento de Jesús, mediante una maqueta de Belén y sus alrededores, en la que las figuras principales son el establo donde nació Jesús, la ''Sagrada Familia'', los animales y los pastores, también los 3 ''Reyes de Oriente'' y una estrella con una estela que también suele colocarse en lo alto del ''árbol'' de Navidad. Según la tradición san Francisco de Asís fue su inventor. En Argentina, Bolivia, Chile, Colombia, Costa Rica, Ecuador, Guatemala, México, Nicaragua, Panamá, Paraguay, Perú, Venezuela y otros países, la figura del Niño no se coloca hasta la llegada de la Navidad, fecha en que se celebra su nacimiento, y luego de ser «arrullado» es colocado entre José y María.
Los villancicos: canciones o cantos alusivos al nacimiento de Cristo o a la Sagrada Familia. Algunos como «Noche de paz» tienen versiones en varios idiomas o ritmos, con el mismo o distinto nombre.
El árbol de Navidad: un elemento decorativo para el que se suele emplear una conífera (o árboles artificiales) decorada con adornos. Al ser un árbol de hoja perenne simboliza el amor de Dios. Tiene su origen en Alemania donde el evangelizador san Bonifacio instauró la tradición. Para elaboraciones mayores, se realizan villas navideñas; representaciones de pueblos en época de nieve.

### Costumbres regionales y gastronomía
Otras celebraciones varían por región llegando a ser poco convencionales en países nórdicos. En México y sus países vecinos se realizan las Posadas del 16 al 24 de diciembre en México y localidades vecinas; serie de fiestas populares, que recuerdan el trayecto de San José y la Virgen María para llegar a Belén. Estas celebraciones tienen lugar junto a las piñatas, que consisten en una olla de barro adornada con picos y papel picado o figuras de cartón adornadas con papel picado de colores, ambas rellenas de dulces, fruta y en ocasiones juguetes y confeti, que se rompen en cada uno de los días de las Posadas. Según la tradición la piñata debe llevar 7 picos ya que cada uno representa los siete pecados capitales.

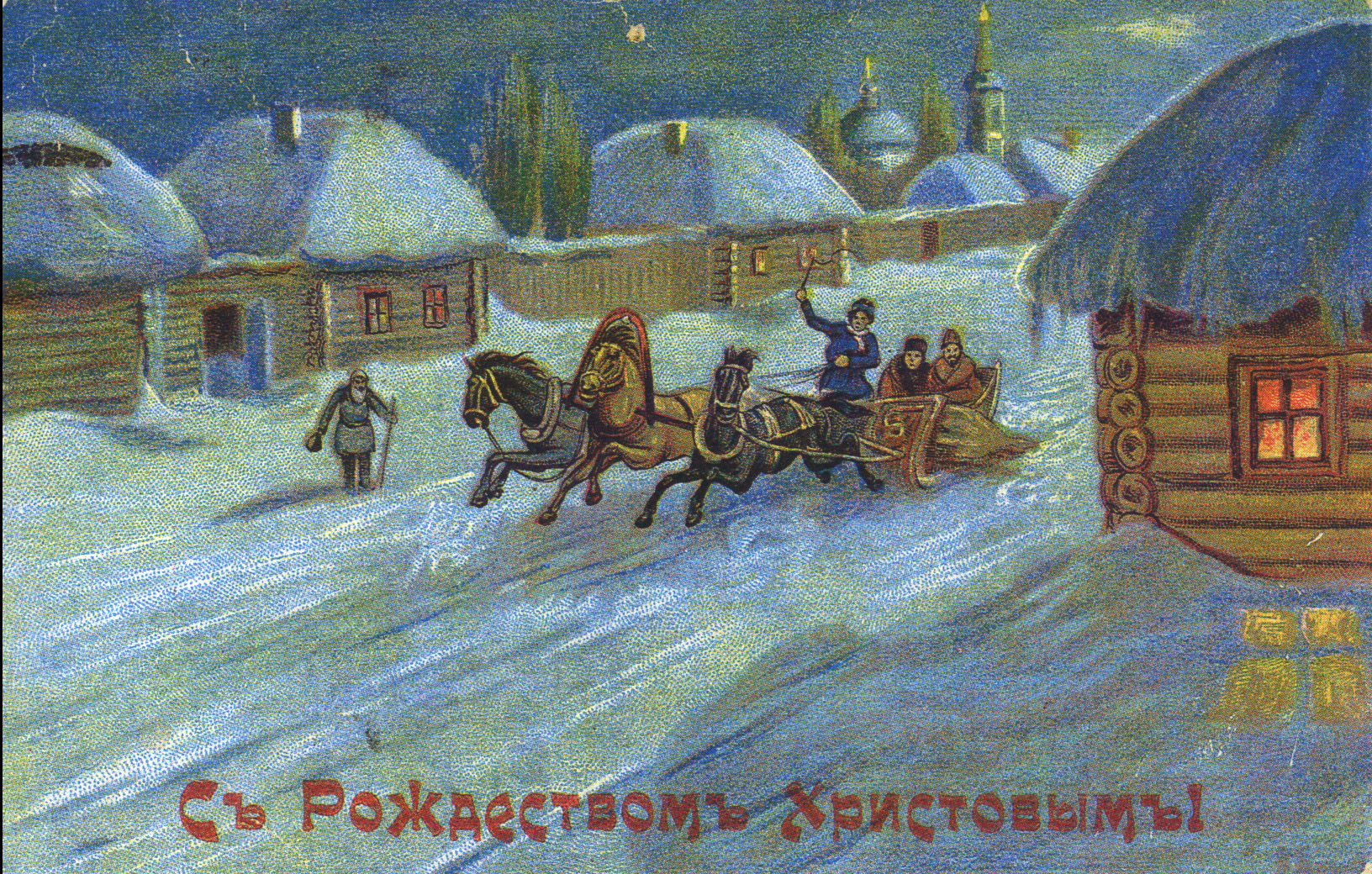
Una postal navideña del Imperio Ruso. La nieve es un elemento habitual en los paisajes y decoraciones navideñas.

También se han convertido en una muestra de la época navideña, las calles, avenidas, plazas, parques, ríos, lagos o montañas ya que se transforman en hermosos escenarios para el disfrute de los habitantes del lugar o visitantes. La mayoría de las ciudades de Occidente, y una buena parte de Oriente, colocan alumbrados llamativos y coloridos, algunos de gran belleza, en sus calles, principalmente en las calles más concurridas, además de árboles de Navidad de gran tamaño, belenes, etc. También la gente coloca luces navideñas en los balcones y ventanas de sus casas. Especialmente llamativos son los adornos y alumbrados navideños de Alemania, Estados Unidos y algunas ciudades de Europa oriental e Hispanoamérica.
Otros países realizan fuegos artificiales. En Colombia se realizan con globo de papel seda es un artefacto volador que en países como Colombia se suelta durante la celebración de la Navidad; en esta temporada los medios de comunicación y las empresas lanzan campañas que buscan eliminar esta práctica por los riesgos que implica soltar un elemento como este con fuego en su interior; sin embargo sigue siendo una tradición muy arraigada a las personas y no es extraño ver globos durante el 24 y 25 de diciembre por los cielos de algunas sus más importantes ciudades.
La gastronomía es característica en Navidad. Las chocolatadas son celebraciones para niños durante las semanas previas al 24 de diciembre en el Perú. Consiste en espectáculos infantiles, bailes, y entrega de regalos para todos. Se denomina así pues es infaltable el chocolate caliente y el panetón (pan de dulce con frutas confitadas).

### Regalos
La Navidad ha sido el principal motivo para los regalos entre familiares. Centros comerciales usan técnicas de marketing para motivar a compradores a realizar regalos, principalmente para satisfacer necesidades de fin de año alrededor del mundo. Varias agencias realizan anuncios publicitarios relacionados con espíritu navideño, mientras que otras ofrecen préstamos para adquirir artefactos electrodomésticos a gusto de la familia.

#### Personalidades

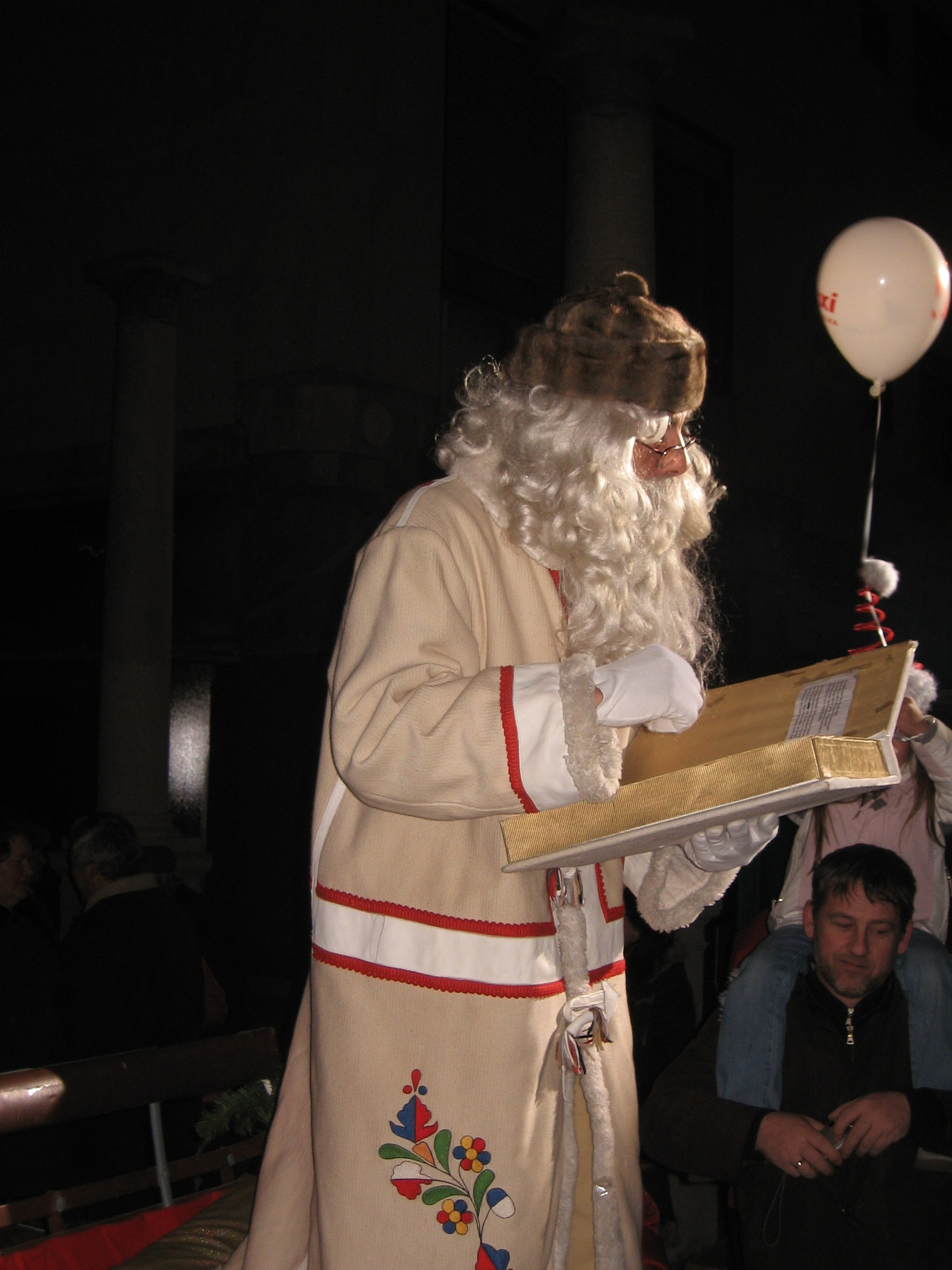
Dedek Mraz, la versión del Papá Noel en Eslovenia.

Papá Noel es uno de los personajes más populares, que reparte regalos a los niños durante la vigilia de la Navidad. Se ha popularizado en todo el mundo, a veces frente a tradiciones locales, gracias a la globalización, la influencia anglosajona, así como la publicidad y la mercadotécnia.
En cambio, los regalos son entregados a los niños por el Niño Jesús en países como Argentina, Colombia, Costa Rica, Ecuador, Honduras, El Salvador, Nicaragua, Perú, Panamá, Puerto Rico, Venezuela, Bolivia y en México en especial en zonas rurales. La tradición de que sea el Niño Jesús quien traiga los regalos se encuentra también en la República Checa, Eslovaquia, Hungría, Polonia, Italia, Alemania, Austria y Suiza.
Otros personajes que reparten regalos en torno a la Navidad son la Befana, en partes de Italia, el Olentzero en el País Vasco, el Apalpador en Galicia o el Tió de Nadal en Cataluña y Cachafuòc en Occitania.
En lugares como España, Portugal y gran parte de Hispanoamérica, Filipinas, Guinea Ecuatorial, la entrega de regalos se lleva a cabo no el día de Navidad, sino el 6 de enero, solemnidad de la Epifanía del Señor. Los Reyes Magos son los encargados de darles regalos a los niños, en representación de los regalos llevados a Jesús en su nacimiento.

## La Navidad en las artes, la televisión y el cine

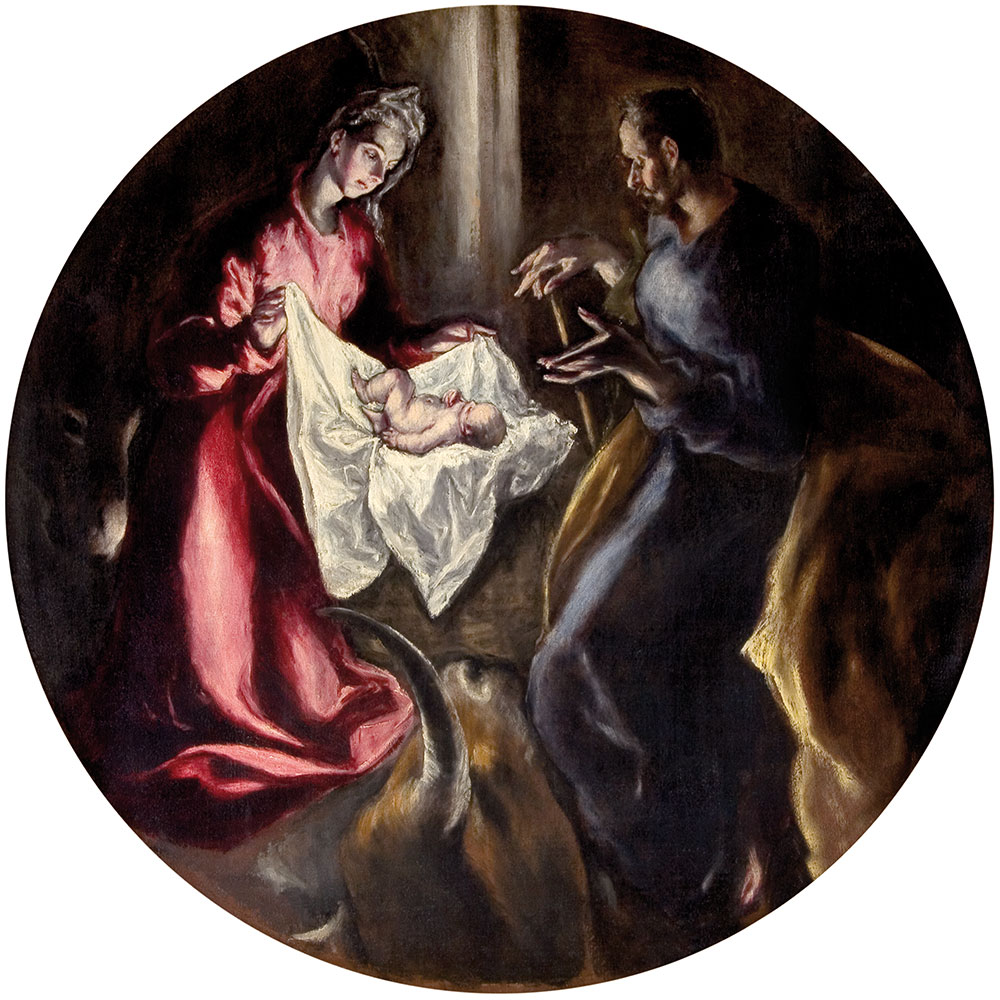
El Greco. Natividad.

### En el arte
La conmemoración del Nacimiento de Jesús es, junto con la celebración de su Pasión, Muerte y Resurrección, uno de los principales acontecimientos del Año Litúrgico Cristiano. Por ello, es un tema que ha interesado a los artistas de todos los tiempos, independientemente del marco geográfico y cronológico en el que desarrollaron su actividad.
Muchas historias ficticias navideñas se recrean con temas de esperanza o relatos milagrosos. Varios han llegado a ser parte de la tradición local navideña. Entre los más populares están el ballet de Chaikovski, El Cascanueces y la novela de Charles Dickens, Cuento de Navidad (en inglés: A Christmas Carol). Estos a su vez han sido llevados al cine o televisión, con adaptaciones a algún programa en especial o sin ellas.
Las representaciones de la Navidad varían, pues van desde las representaciones del nacimiento de Cristo, hasta imágenes de eventos navideños. Entre las pinturas del nacimiento de Cristo, se encuentran las que representan la adoración de los pastores o la de los Reyes Magos. Y entre alguno sus exponentes están: Fra Filippo Lippi, Fra Angelico, Sandro Botticelli, El Greco, entre muchos otros. Y Andréi Rubliov y Kiko Argüello en iconos. En cuanto a otras imágenes navideñas, se encuentran carteles, timbres postales, tarjetas, etc.

### En la televisión
Desde la década de 1980 numerosas series de TV han sacado al aire en su momento capítulos especiales de Navidad. Las series animadas como Los Simpson, Winnie Pooh, Peanuts, Futurama, Padre de familia, The Cleveland Show, American Dad! Braceface My Dad the Rock Star  o de imagen real como Drake & Josh, ICarly Victorious o Big Time Rush. Algunos incluso son parte de la historia misma, en lugar de solo ser un capítulo especial. Incluso algunos animes japoneses tienen algún capítulo navideño, como Love Hina, Ranma 1/2 y Shin Chan.
En España los días de Nochebuena y la madrugada de Año Nuevo suelen emitirse espectáculos. Especial importancia tiene el programa Noche de fiesta, emitido en TVE del año 1999 al 2004. El día de Nochebuena Antena 3 emite varios capítulos de Los Simpson desde el año 2001, mientras que TVE ofrece en Nochevieja un programa de humor con alguna pareja de humoristas importantes: Cruz y raya, Los Morancos o Martes y Trece, entre otros. En los últimos años las cadenas privadas dejan la Nochebuena o Nochevieja a series con altas audiencias, como es el caso de Aquí no hay quien viva, La que se avecina, Sé lo que hicisteis..., etc.. El presentador Ramón García es la imagen típica de las campanadas con su capa, mientras que el resto de las cadenas cuenta con otros actores o presentadores famosos. También suele tener un alto índice de audiencia el mensaje de Navidad del rey de España que —siguiendo la tradición de la monarquía británica, de una parte, y una continuidad de los mensajes de Francisco Franco, de la otra—, se emite en Nochebuena a las 21:00. Entre 1975 y 2014 lo dirigía el rey Juan Carlos I (muchas veces acompañado de la Familia Real), y a partir del 2014 lo dirige el actual rey Felipe VI.
En México, Televisa sacó al aire tres telenovelas con temática navideña: Cuento de Navidad (1999), Rayito de Luz (2000) y Navidad sin fin (2001), además de que transmitió el especial de Navidad de El Chavo del Ocho. Otros canales, como Televisa o TV Azteca, emiten programas especiales enfocados a la celebración de la Navidad, como «acompañantes de mesa».
En el Reino Unido y los países de la Commonwealth existe desde 1952 la tradición de que el monarca dirija un mensaje de Navidad a las 15:00, difundido en los canales principales. Hasta 2021 lo hacía la Reina Isabel II (habiéndose convertido en toda una tradición), y   en 2022 lo realizó el actual rey, Rey Carlos III.
En Colombia desde el inicio de la televisión en 1954, las agencias gubernamentales como las desaparecidas Inravisión y Radio Televisión Nacional de Colombia se han encargado de transmitir el rezo de la Novena de Aguinaldos, mientras que en la última década los canales privados Caracol y RCN producen sus propios especiales navideños. Desde hace más de 30 años, Caracol transmite un especial navideño de Sábados Felices y Jorge Barón Televisión produce la infaltable Fiesta de los Hogares Colombianos. El 24 de diciembre a las 8 p. m. se acostumbra emitir el saludo de Navidad del Presidente de la República al pueblo y a las Fuerzas Armadas.
En Venezuela es muy común que los canales realicen un micro musical o de saludo con todos los actores, animadores, cantantes, periodistas y personal que realizan los programas de televisión alusivo a estas fechas, lo que se conoce como "mensaje de navidad", el cual suele transmitirse dentro de los cortes comerciales de cada programa generalmente desde el último domingo de noviembre hasta el día 6 de enero. Así mismo, los canales adaptan motivos navideños al diseño de sus grafismos e incluso en algunos casos se le adaptan diseños navideños al DOG del logo del canal que aparece en pantalla durante la programación.

### En el cine
Tanto el cine estadounidense como internacional realizaron películas con distintas temáticas.
- Las relacionadas con la historia del nacimiento de Cristo, relatos navideños o Santa Claus.
  - Miracle on 34th Street (1947) y su remake (1994)
  - Santa Claus (1959), película mexicana con las actuaciones de José Elías Moreno y Cesáreo Quezadas «Pulgarcito». La historia trata de una Navidad cualquiera, excepto que el diablito Precio empieza sus maldades y Santa Claus no dejará que se salga con la suya.
  - Jesús, el niño Dios (1971), película mexicana dirigida por Miguel Zacarías, cuyo relato transcurre en torno al nacimiento de Jesús de Nazaret en Belén de Judá y a la huida a Egipto
  - Blizzard (2003), de LeVar Burton
  - Los Reyes Magos (2003), de Antonio Navarro
  - The Nativity Story (2006)
  - Navidad S.A. (2008) con la actuación del mexicano Pedro Armendáriz como Santa Claus.
  - También se destacan las películas producidas por la IDS como El Cordero de Dios, La navidad de Nora, Sueño de Navidad, La última Hoja, Natividad y Yo, para esto he nacido.
- Las películas cuya historia se desenvuelve en época navideña, es decir, no tiene un vínculo directo con Santa Claus:

- Qué bello es vivir (1946)
- Gremlins (1984)
- Die Hard (1988) y Die Hard 2 (1990)
- Home Alone (1990) y Home Alone 2: Lost in New York (1992), conocida como Solo en casa (España) o Mi pobre Angelito (Hispanoamérica)
- Batman Returns (1992)
- Mujercitas (1994)
- Mientras dormías, de Jon Turteltaub  (1995)
- El día de la bestia, de Álex de la Iglesia (1995)
- The Family Man (2000)
- Love Actually (2003)
- The Holiday (2003)
- Elf (2003)

- Las películas con historias relacionadas con la Navidad. En ocasiones, son películas para la televisión.

- Die Hard (1988)
- National Lampoon's Christmas Vacation (1989) con Chevy Chase, conocida como ¡S.O.S! ya es Navidad (España) o Vacaciones de Navidad (Hispanoamérica).
- Eduardo Manostijeras (1990)
- The Nightmare Before Christmas (1993), conocida como Pesadilla antes de Navidad (España) o El extraño mundo de Jack (Hispanoamérica)
- The Santa Clause (1994), The Santa Clause 2 y The Santa Clause 3
- Jingle All the Way (1996)
- Jack Frost (1997)
- El Grinch (2000)
- Una Navidad de locos (2004)
- The Polar Express (2004)
- Joyeux Noël (2005)
- Pesadilla antes de Navidad 3 (2008)
- A Christmas Carol (2009)
- Arthur Christmas (2011)
- A Fairly Odd Christmas (2012)

### En la música
Los primeros himnos específicos en honor de la Navidad datan del siglo IV, en la Antigua Roma, y fueron escritos en latín. Un ejemplo de ellos es el Veni redemptor gentium, compuesto por Ambrosio, el entonces arzobispo de Milán.
A lo largo de la historia, las canciones dedicadas a la Navidad han ido variando en estilos. Entre las conocidas se encuentran Noche de paz del siglo XIX, White Christmas de la década de 1940 o Feliz Navidad en 1970.
Diversos cantantes y grupos han publicado temas navideños o álbumes completos del tema, con canciones propias como el dúo Wham!, Paul Mccartney y Mariah Carey, entre otros. Cantantes de la generación actual como Ariana Grande y Taylor Swift, entre otros, también publicaron canciones festivas. En ocasiones, algunos cantantes también hacen adaptaciones de temas populares ya existentes, tal es el caso de Last Christmas, canción de Wham!, el cual fue interpretado con estilos diferentes a la original por Ariana Grande y Taylor Swift.